# ربع نايميخن

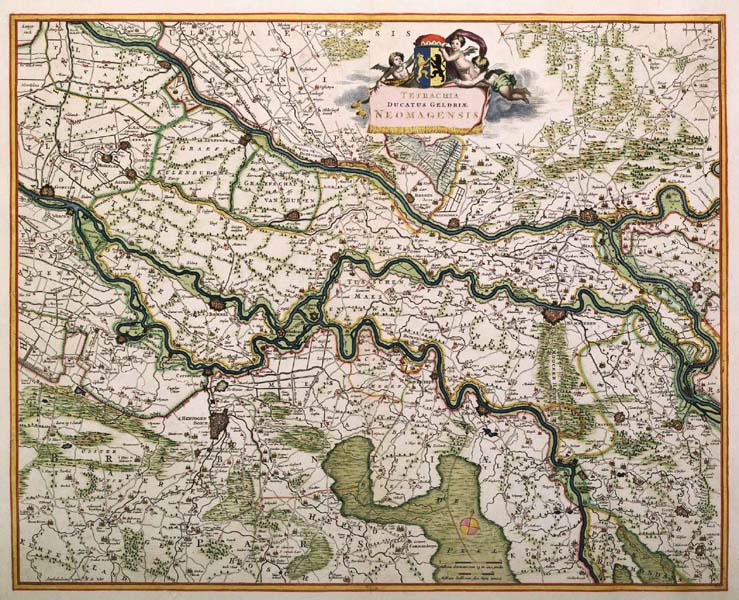
ربع نايميخن بريشة Frederik de Wit، حوالي 1650

ربع نايميخن (بالهولندية: Kwartier van Nijmegen) كان أول ربع من الأرباع الأربعة التي انقسمت إليها المقاطعة، التي أصبحت فيما بعد خيلدرز، حيث كانت مفصولة بالأنهار. وبالإضافة إلى ذلك تكونت خيلدرز من كونتية زوتفن، وخيلدرلند العليا وربع فيلوفه. كل ربع له عاصمته الخاصة به.